# 1990 في الجزائر
فيما يلي قوائم الأحداث التي وقعت خلال عام 1990 في الجزائر.

## رياضة
- 1 يناير – كأس الأمم الأفريقية لكرة القدم 1990

## مواليد

### يناير
- 9 يناير – يوسف رجويجوي درّاج طريق جزائري.
- 24 يناير – إبراهيم الشنيحي لاعب كرة قدم جزائري.[1]
- 29 يناير – مراد ستلا لاعب كرة قدم فرنسي.[2]

### فبراير
- 13 فبراير – محمد فليسي ملاكم جزائري.

### مارس
- 18 مارس – ميليندا هناوي

### أبريل
- 5 أبريل – زهرة بن سالم لاعبة كرة طائرة جزائرية.

### مايو
- 2 مايو – محمد بولعويدات لاعب كرة قدم جزائري.[3]

### يونيو
- 23 يونيو – فاروق شافعي لاعب كرة قدم جزائري.[4]

### يوليو
- 24 يوليو – ياسمين نيار مطربة جزائرية.

### أغسطس
- 24 أغسطس – هشام بلقروي لاعب كرة قدم جزائري.[5]
- 28 أغسطس – إبراهيم بودبودا لاعب كرة قدم.[6]
- 31 أغسطس – أمير سعيود لاعب كرة قدم جزائري.[7]

### سبتمبر
- 7 سبتمبر – بوعلام خوخي لاعب كرة قدم جزائري.
- 15 سبتمبر – رحماني شمس الدين لاعب كرة قدم جزائري.[8]
- 21 سبتمبر – محمد نعماني لاعب كرة قدم جزائري.[9]
- 22 سبتمبر – حمزة دحمان لاعب كرة قدم جزائري.[10]

### نوفمبر
- 25 نوفمبر – علاء الدين أبو القاسم مسايف مصري.

## وفيات

### أكتوبر
- 22 أكتوبر – لوي ألتوسير (مواليد 1918)[11]